# 오기노촌 (니가타현)
오기노촌(荻野村)은 니가타현 나카칸바라군에 설치되었던 촌이다. 현재의 니가타시 아키하구에 해당한다.
1901년 11월 1일 합병에 의해 소멸되어 현재는 니가타시 아키바구의 일부가 되었다.
이하의 기술은 합병 직전 당시의 옛 오기노촌에 관한 기술이며, 현재는 명칭 등이 다른 경우가 있다.여기에 기술되어 있지 않은 내용에 관해서는 니가타시 등의 기사를 참조 

## 연혁
- 1889년 4월 1일 - 정촌제 실시와 함께 주변의 촌들을 합병해 나카칸바라군 오기노촌이 성립하였다.
- 1901년 11월 1일 나카칸바라군 가와무스비무촌과 합병해、오기카와촌이 되어 소멸하였다.